# Dom van Mainz

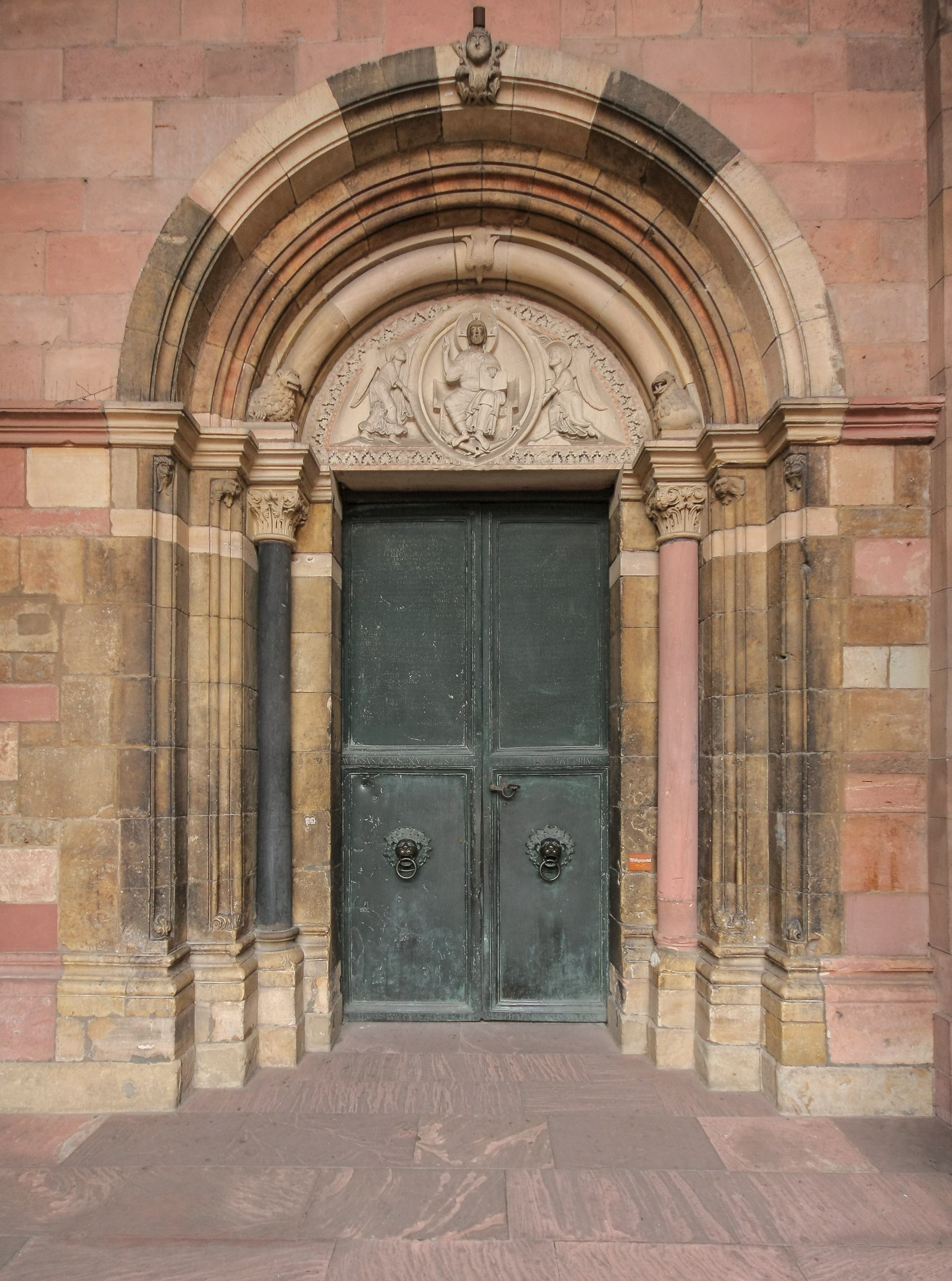
Bronzen deuren uit de tijd van aartsbisschop Willigis

De Dom van Mainz (Dom St. Martin) is een kathedraal in het historische centrum van de stad Mainz. De romaanse pijlerbasiliek is opgetrokken uit rode zandsteen en heeft zes torens. De dom is gewijd aan Sint-Maarten.
De kathedraal vormt samen met de domkerken van Speyer en Worms een hoogtepunt van de romaanse architectuur langs de Rijn. Deze drie kerken worden gezamenlijk aangeduid als de Kaiserdome, keizerlijke domkerken, al zijn ze niet alle drie gesticht door een keizer. Aan de dom van Mainz is de naam van keizer Hendrik IV verbonden, die niet de stichter was, maar de dom in de 11e eeuw wel herbouwde. Latere toevoegingen en aanpassingen aan de buitenzijde van de dom van Mainz hebben ervoor gezorgd dat de verschijning een mengsel is van verschillende stijlen.

## Bouwgeschiedenis
De eerste steen voor de dom van Mainz werd in 975 gelegd voor aartsbisschop Willigis, die tevens aartskanselier was van het Heilige Roomse Rijk. Als machtigste man in de Kerk na de paus bouwde Willigis aan een kerk van indrukwekkende omvang, die in 1009 werd ingewijd. Op de dag van de inwijding werd deze echter door een brand verwoest. De nieuwbouw kwam in 1036 gereed. Na een nieuwe brand in 1081 volgde herbouw onder keizer Hendrik IV. Pas veel later kwamen er gotische en barokke toevoegingen.
Van 1872 tot 1877 werd de dom gerestaureerd onder leiding van P.J.H. Cuypers. Hierbij werden aan de oostzijde verschillende neoromaanse elementen aangebracht. Cuypers verving de oude vieringtoren door een nieuwe.

## Interieur en inventaris
De dom herbergt verschillende kunstschatten, waarvan enkele afkomstig zijn uit de Lieve-Vrouwekerk (St. Maria ad Gradus), een eveneens door Willigis gestichte kerk, die in de Franse tijd werd gesloopt. Daartoe behoren de bronzen deuren die zich nu in het noordelijke Marktportal bevinden en die volgens Willigis' opschrift de "eerste metalen deuren sinds Karel de Grote" zijn. Hiermee wilde de aartsbisschop de dom van Aken, de traditionele kroningskerk, de loef afsteken (deze heeft karolingische bronzen deuren). Uit de Lieve-Vrouwekerk is ook het tinnen doopvont uit 1328 afkomstig, dat als een der grootste tinnen voorwerpen ter wereld geldt.
Bijzonderheid in de dom van Mainz is het feit dat het hoofdaltaar zich in het westkoor bevindt, waarmee Willigis zijn dom liet aansluiten bij de oude Sint-Pietersbasiliek in Rome.

## Afmetingen
- Lengte totaal: 109 m binnen, 116 m buiten
- Lengte van het middenschip: 53 m
- Breedte van het middenschip: 13,5 m
- Hoogte van het middenschip: 29 m
- Hoogte westtoren: 83 m
- Hoogte oostkoepel: 38 m
- Hoogte westkoepel: 44 m